# Bisdom Mohale's Hoek

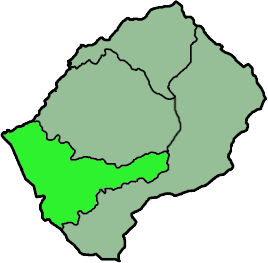
Het bisdom Mohale’s Hoek binnen Lesotho

Het bisdom Mohale’s Hoek (Latijn: Dioecesis Mohaleshoekensis) is een rooms-katholiek bisdom met als zetel Mohale's Hoek, de hoofdstad van het district Mohale's Hoek in Lesotho. Het bisdom is suffragaan aan het aartsbisdom Maseru

## Geschiedenis
Het bisdom werd opgericht op 10 november 1977, uit het aartsbisdom Maseru.

## Parochies
In 2019 telde het bisdom 19 parochies. Het bisdom had in 2019 een oppervlakte van 5.799 km2 en telde 720.870 inwoners waarvan 60,0% rooms-katholiek was.

## Bisschoppen
- Sebastian Koto Khoarai (10 november 1977 - 11 februari 2014) (later kardinaal)
- John Joale Tlhomola (11 februari 2014 - heden)